# 朱本 (成化進士)
朱本（1434年—？），字立行，江西饒州府樂平縣人，民籍。明朝政治人物。進士出身。

## 生平
成化四年（1468年）戊子科應天府鄉試第七十七名。成化八年（1472年）壬辰科會試第二百十一日，殿試登進士第二甲第四十六名。

## 家族
曾祖父朱添彰。祖父朱季復，曾任巡檢。父亲朱守約。